# Universal Negro Improvement Association

Flagge der UNIA von 1920

Universal Negro Improvement Association and African Communities League, kurz UNIA-ACL oder UNIA, ist eine panafrikanistische Organisation, die am 1. Oktober 1914 in Kingston von  Marcus Garvey gegründet wurde. Sie befürwortete eine Emigration aller schwarzen Menschen nach Afrika.

## Geschichte
Die 1914 gegründete und teilweise auf den Lehren Booker T. Washingtons fußende UNIA breitete sich in den Folgejahren im Zuge der Reisen ihres Gründers vor allem in den Vereinigten Staaten und Kanada aus. Zeitweise wurden mehrere Unternehmen von der Organisation betrieben. Die erste kanadische Abteilung der UNIA wurde im Juni 1919 in Montréal eröffnet, dicht gefolgt von einer in Toronto im Dezember desselben Jahres.

### Präsidenten
Als Präsidenten folgten auf Garvey:
- James R. Stewart
- William Levon Sherrill
- Thomas W. Harvey
- Charles Lynell James
- Reginald Wesley Maddox
- Marcus Garvey Jr.
- Amy Jacques Garvey

Das Motto lautet „One God! One Aim! One Destiny!“

## Würdigung
In Kanada wird die Organisation für ihr Wirken dadurch gewürdigt, dass sie am 27. Februar 2018 von der kanadischen Regierung zu einem „nationalen historischen Ereignis“ erklärt wurde.